# Fantasterna
Fantasterna var ett frågesportprogram i TV4 som hade premiär den 1 april 2013. Programledare var Pär Lernström.

## Upplägg
I varje avsnitt tävlar fem personer i sina favoritämnen och det är tre tävlingsomgångar och en final. I varje omgång skall en person åka ut tills det bara är två kvar i finalen. Den som vinner finalen har därefter chansen att dubbla sitt pris genom att försöka lösa den "omöjliga frågan".
I första omgången skall alla svara på frågor genom att snabbast trycka på knappen. Man måste se till att man har svarat rätt två gånger och göra det innan alla de andra har gjort samma sak för att gå vidare. Svarar man fel två gånger så åker man direkt ut och de övriga går automatiskt vidare.
I andra och tredje omgången skall de återstående tävlande få välja fram sig till en fråga, helst en som man kan, och svara rätt och därefter få en földfråga. Om alla lyckas med att svara rätt på deras två frågor så övergår alla till utslagsfrågor. Alla får i turordning frågor och de måste svara rätt på fyra sekunder tills någon svarar fel eller försent. Den som gör det åker ut och de andra går vidare till nästa omgång.
I finalen skall de två återstående tävlande svara på en fråga genom att skriva in tio stycken svar i en dataskärm. Den som får flest rätt vinner garanterat 50 000 kr men har chansen att dubbla vinsten genom att lösa den "omöjliga frågan". Lyckas man med att lösa den så vinner man 100 000 kr.

## Avsnitt
De fetmarkerade personerna är vinnare och utsedd till Sveriges största fantast i ämnet.
| Nr | Datum         | Tävlande                                                                                   | Ämne             |
| -- | ------------- | ------------------------------------------------------------------------------------------ | ---------------- |
| 1  | 1 april 2013  | Mikael Andersson, Bengt-Urban Fransson, Maria Kinnman, Patrik Rosell, Zara Zeidlitz        | Melodifestivalen |
| 2  | 8 april 2013  | Jonas Kempe, Oscar Lindh, Thomas Nixon, Johanna Nybelius, Andrew Walker                    | Star Wars        |
| 3  | 15 april 2013 | Isak Grönlund, Damóne Navandi, Charlotta Segerqvist, Kent Vilhelmsson1, Anna Wallsten      | Michael Jackson  |
| 4  | 22 april 2013 | Olle Andersson, Jerry Lindahl, Kasper Schönhult, Pelle Stridh, Jeanette Wiberg Wingquist   | Öl               |
| 5  | 29 april 2013 | Monika Orski, Jakob Palmkvist, Alf Sallander, Fredrik Skantz, Ola Skogäng                  | Tintin           |
| 6  | 13 maj 2013   | Bo K Eriksson, Carolina Gomez Lagerlöf, Malin "Mulin" Persson, Adam Westlund, Magnus Åberg | Sagan om ringen  |
| 7  | 20 maj 2013   | Markus Lundgren, Kristian Pedersen, Karl Philipsson, Anders Salesjö, Charlotte Stenberg    | Fiskar           |
| 8  | 27 maj 2013   | Mikael Andersson, Victoria Norbäck, Thomas Nordin, Ulrika Odsäter, Peter Palmquist         | Abba             |
| 9  | 6 juni 2013   | John Chiarantona, Paul Deblond, Pontus Forslund, Anders Frejdh, Joel Svalberg              | James Bond       |
| 10 | 11 juni 2013  | Stina Andersson, Måns Karlsson, Johan Levan, Lars Lindell, Gigi Sahlstrand                 | Fåglar           |

1Kent Vilhelmsson hade tidigare uppträtt utklädd som Michael Jackson i den första säsongen av Småstjärnorna 1995.